# Ugento
Ugento é uma comuna italiana da região da Puglia, província de Lecce, com cerca de 10.134 habitantes. Estende-se por uma área de 98 km², tendo uma densidade populacional de 103 hab/km². Faz fronteira com Acquarica del Capo, Alliste, Casarano, Melissano, Presicce, Racale, Ruffano, Salve, Taurisano.

## Demografia
| Variação demográfica do município entre 1861 e 2011                               |
|                                                                                   |
| Fonte: Istituto Nazionale di Statistica (ISTAT) - Elaboração gráfica da Wikipedia |